# Andreu Guixer i Busquets
Andreu Guixer i Busquets   (Barcelona, 1878 - Barcelona, 17 de març de 1938) va ser un actor i director teatral, impulsor d'obres de dramaturgs com Àngel Guimerà i Santiago Rusiñol.
Guixer va ser un defensor del teatre d'aficionats. Ell mateix ho havia estat pertanyent a l'associació d'aficionats al teatre L'Artística. Per això es va dedicar amb esforç a elevar el nivell cultural i artístic de les societats amateurs. Ho va fer des del Quadre Escènic Jacint Verdaguer del Foment Autonomista Català de Barcelona, on va proposar incorporar autors teatrals inèdits. Durant la Guerra civil va ser membre de la Federació Catalana de Societats de Teatre Amateur.
Andreu Guixer va consolidar la seva carrera com a actor amb l'estrena de L'auca del senyor Esteve de Santiago Rusiñol al Teatre Victòria el 12 de maig del 1917. Els seus inicis es remunten el 1906 al juny del 1908 al Teatre Arnau de Barcelona on va donar a conèixer al públic, en funcions matinals els dies de festa, obres de Frederic Soler o Ignasi Iglésias.
Va morir als 60 anys després del bombardeig a la ciutat de Barcelona del dia 17 de març del 1938.

## Trajectòria professional
- 1912. 16 març. El tresor de Josep Morató, estrenada al teatre Catalunya
- 1912. 20 d'abril. L'esborrajada d'Antoni Muntañola, estrenada al teatre Catalunya
- 1912. 11 de setembre. Un quefe de la Coronela d'Anton Ferrer i Codina, al teatre Apolo
- 1917. 15 de març. A ca l'Antiquari de Santiago Rusiñol, Estrenada al Teatre Novedades
- 1917. 1 de març. Jesús que torna d'Àngel Guimerà, estrenada al teatre Novedades
- 1917. 12 de maig. L'auca del senyor Esteve de Santiago Rusiñol, estrenada al teatre Victòria
- 1918. 13 de novembre. Bataneros en comandita, de Santiago Rusiñol, estrenada al teatre Español
- 1918. 6 de desembre. El català de La Manxa, de Santiago Rusiñol, estrenada al teatre Español
- 1918. 4 d'octubre. Montmatre de Pierre Frondaie, estrenada al teatre Español
- 1936. 11 de gener. Despertar, de Sebastià Juan Arbó, estrenada al Foment Autonomista Català i interpretada pel Quadre Escènic "Mossèn Cinto"
- 1936. 20 de juny. Cèlia, la noia del carrer Aribau, de Xavier Regàs, estrenada al Foment Autonomista Català